# ЛИИЖТ (хоккейный клуб)
ЛИИЖТ (Ленинградский институт инженеров железнодорожного транспорта) — советский клуб по хоккею с шайбой из Ленинграда.

## История
Команда была основана в 1951 году Евгением Дзеярским на базе студенческой команды Электротехнического института инженеров железнодорожного транспорта (ЛЭТИИЖТ) по хоккею с мячом. К 1955 году ЛЭТИИЖТ влился в ЛИИЖТ, а команда выиграла студенческий чемпионат Ленинграда и первенство Октябрьской железной дороги. 
В 1956 году на базе студенческой команды была создана «команда мастеров» для участия в первенстве СССР. Зимой 1957—1958 Ленинграду было предоставлено место в классе «Б» первенства СССР по хоккею с шайбой, и спорткомитет города предложил его ЛИИЖТу.
В сезоне 1957/58 команда выиграла чемпионат РСФСР и провела следующий сезон во второй группе класса «А». Отыграл три сезона в классе «А» — 14 место из 18 (1959/60), 17 из 19 (1960/61) и последнее, 20 (1961/62).
В феврале 1961 ЛИИЖТ под руководством Дзеярского завоевал «Кубок Бухареста» и стал первой ленинградской хоккейной командой, победившей в международном турнире.
В марте 1962 года студенческая сборная СССР, состоявшая в основном из игроков ЛИИЖТа, под руководством Дзеярского завоевала серебряные медали хоккейного турнира Универсиады в Швейцарии.
В 1962 году ЛИИЖТ вылетел в класс «Б». Команда мастеров, состоявшая из студентов, была расформирована, а сильнейшие игроки перешли в ленинградский «Спартак».
ЛИИЖТ 6 раз становился чемпионом вузовского первенства Ленинграда (1955, 1956, 1964—1966, 1976), шесть раз — первенства Октябрьской железной дороги (1976—1981), дважды побеждала во всесоюзном первенстве ЦС ДСО «Локомотив» (1979, 1980).